# Victoria Rowell
Victoria Lynn Rowell (Portland, 10 maggio 1959) è un'attrice ed ex modella statunitense, nota soprattutto per il ruolo di Drucilla Barber Winters nella soap opera Febbre d'amore e per il ruolo della dott.ssa Amanda Bentley-Livingston nella serie TV Un detective in corsia.

## Biografia
Nata nel Maine, figlia di madre caucasica (bianca) e padre afroamericano, ha vissuto un'infanzia travagliata a causa dei problemi di schizofrenia della madre, che hanno portato lei e le sorelle ad essere affidate ai servizi sociali, e in seguito a genitori affidatari.
Dopo aver studiato per anni danza e balletto, debutta come attrice nel 1987 nel film Leonard salverà il mondo, successivamente lavora in alcuni episodi di I Robinson e Willy, il principe di Bel Air. Nel 1990 entra nel cast della soap opera Febbre d'amore, dove interpreta il ruolo di Drucilla Barber. Parallelamente a Febbre d'amore, interpreta il ruolo della patologa Amanda Bentley-Livingston nella serie TV Un detective in corsia, al fianco di Dick Van Dyke.
Nel 1992 recita al fianco di Eddie Murphy nel film Il distinto gentiluomo, mentre nel 1994 lavora nella commedia Scemo & più scemo. Tra gli altri film a cui ha partecipato vi sono Barb Wire, con Pamela Anderson e La baia di Eva, con Samuel L. Jackson. Nel 2006 prende parte al film drammatico Home of the Brave - Eroi senza gloria, che racconta la difficoltà di tornare alla vita normale di un gruppo di reduci della guerra in Iraq.

## Filmografia parziale

### Cinema
- Leonard salverà il mondo (Leonard Part 6), regia di Paul Weiland (1987)
- Il distinto gentiluomo (The Distinguished Gentleman), regia di Jonathan Lynn (1992)
- Scemo & più scemo (Dumb & Dumber), regia di Peter Farrelly (1994)
- Barb Wire, regia di David Hogan (1996)
- La baia di Eva (Eve's Bayou), regia di Kasi Lemmons (1997)
- Home of the Brave - Eroi senza gloria (Home of the Brave), regia di Irwin Winkler (2006)

### Televisione
- Così gira il mondo (As the World Turns) – soap opera (1988)
- I Robinson (The Cosby Show) – sitcom, 2 episodi (1989-1990)
- Febbre d'amore (The Young and the Restless) – soap opera (1990-2000; 2002-2007)
- Willy, il principe di Bel Air (The Fresh Prince of Bel-Air) – sitcom, episodio 1x03 (1990)
- Ma che ti passa per la testa? (Herman's Head) – sitcom, 2 episodi (1991-1993)
- Un detective in corsia (Diagnosis: Murder) – serie TV, 163 episodi (1993-2001)
- Deadly Games – serie TV, 1 episodio (1995)
- In tribunale con Lynn (Family Law) – serie TV, episodio 3x02 (2001)
- Noah's Arc – serie TV, 2 episodi (2006)
- All of Us – serie TV, 1 episodio (2007)
- Ghost Whisperer - Presenze (Ghost Whisperer) – serie TV, episodio 5x13 (2010)
- Let's Stay Together – serie TV, 1 episodio (2012)
- Single Ladies – serie TV, 3 episodi (2012)